# Iron Man (film)
Iron Man är en amerikansk superhjältefilm från 2008 om Marvel-figuren med samma namn. Rollerna spelas av Robert Downey Jr., Terrence Howard, Gwyneth Paltrow och Jeff Bridges. Det är den första filmen i serien Marvel Cinematic Universe.
År 2022 valdes filmen ut för att bevaras i National Film Registry av USA:s kongressbibliotek då den anses vara ”kulturellt, historiskt eller estetiskt betydelsefull”.

## Handling
Vapendesignern och det tekniska geniet Tony Stark (Robert Downey Jr.) är i Afghanistan för att demonstrera sitt nya missilvapen, "Jerichomissilen", för USA:s flygvapen när enheten han reser med attackeras. Han tas som gisslan av vapenhandlarna som attackerat honom och blir tvingad att bygga ett vapen åt dem. Han har under attacken, trots sin skottsäkra väst, fått granatsplitter i bröstkorgen som hotar att krypa in i hans hjärta. Han och hans medfånge Yinsen (Shaun Toub), får tillgång till en verkstad, och Stark börjar med att förfina den elektromagnet drivet av ett bilbatteri, som Yinsen tillverkat, avsedd för att hindra splittret att nå hjärtat. Starks färdiga konstruktion är en revolutionerande energicell av aldrig tidigare skådat slag, som han opererar in i sin bröstkorg.
Med hjälp av medfången Yinsen så sätter han sin kreativitet i verket och bygger istället för vapnet en skottsäker superrustning, driven av energicellen och försedd med olika avancerade vapensystem som han sedan använder för att frita sig själv. Tillbaka i staterna tar han identiteten Iron Man och skapar en flygande dräkt med avancerade vapenegenskaper.
Han har under sin tid som fånge börjat få dubier om sitt yrke och utannonserar att hans företag Stark Industries ska överge vapentillverkningen. Detta får företagets aktie att falla, och för att förhindra detta försöker Starks kompanjon Obadiah Stane (Jeff Bridges) få bort honom som VD för företaget.

## Rollista (i urval)
- Robert Downey, Jr. – Anthony "Tony" Stark / Iron Man
- Terrence Howard – Överstelöjtnant James "Rhodey" Rhodes
- Jeff Bridges – Obadiah Stane / Iron Monger
- Gwyneth Paltrow – Virginia "Pepper" Potts
- Shaun Toub – Dr. Ho Yinsen
- Faran Tahir – Raza
- Leslie Bibb – Christine Everhart
- Clark Gregg – Agent Phil Coulson
- Jon Favreau – Harold "Happy" Hogan
- Bill Smitrovich – General Gabriel
- Sayed Badreya – Abu Bakaar
- Peter Billingsley – William Ginter Riva
- Paul Bettany – J.A.R.V.I.S. (röst)
- Samuel L. Jackson – Nick Fury (cameo)
- Stan Lee – Hugh Hefner (cameo)

## Produktion och mottagande
- Filmen inkluderar cameoroller av bland annat Hilary Swank, Iron Man-skaparen Stan Lee (som Stark vid ett party misstar för Hugh Hefner),[4] rapparen Ghostface Killah[5] och regissören Jon Favreau som Starks livvakt Happy Hogan.
- Alla scener i filmen spelades in i Kalifornien, även när Stark är i Afghanistan.

### Kritiskt mottagande
Filmen har fått positiva recensioner. Roger Ebert gav filmen 3 stjärnor av 5 möjliga och prisade skådespelarna Robert Downey Jr. respektive Jeff Bridges roller som Tony Stark / Iron Man och Obadiah Stane / Iron Monger. På den amerikanska TV-showen Ebert & Roeper prisade Roeper filmen för "en välgjord film, som kan bli starten av uppföljare". På Rotten Tomatoes har filmen fått betyget 93%. Filmen fick betyget 79 av 100 möjliga på Metacritic.
Filmkritikern Jens Peterson på Aftonbladet gav denna filmatisering 3 plus av 5 möjliga och prisade skådespelarna Robert Downey Jr., Jeff Bridges och Gwyneth Paltrows roller.
Expressen gav filmen 3 getingar av 5 möjliga. Men Dagens Nyheter gav filmatiseringen bara betyget 2 och kritiserade filmen för att sakna "konstnärligt mod" och "kommersiell potential".

### Publiktillströmning
Filmen spelade in över $98 miljoner på 4 105 biografer under premiärhelgen i USA och Kanada, vilket gjorde den till helgens mest inkomstbringande. Vid sin första dag spelade filmen in $35,2 miljoner. Filmen hade den näst bästa premiären för en ej-uppföljare-film, bakom Spider-Man.
Totalt har filmen spelat in över $582 miljoner runt världen - $318 412 101 miljoner i USA och Kanada, och $263 618 427 i andra länder.

## Uppföljare
Filmen är den första av tre om rollfiguren Iron Man. Iron Man 2 släpptes 2010 medan Iron Man 3 släpptes i april 2013. Filmerna kopplas även till The Avengers.
Nästa film i Marvel Cinematic Universe är The Incredible Hulk från 2008.